# Dannato vivere
Dannato vivere è l'ottavo album del gruppo musicale rock italiano Negrita, pubblicato il 25 ottobre 2011 dall'etichetta discografica Universal. Dal 2 novembre 2011 è integralmente pubblicato tramite il portale YouTube nel canale ufficiale della band.
Il disco, anticipato dai singoli Brucerò per te e Fuori controllo, ha debuttato alla seconda posizione della classifica italiana degli album. Il terzo singolo estratto è Il giorno delle verità, pubblicato il 13 gennaio 2012.

## Tracce
CD (Universal 0602527850191 (UMG) / EAN 0602527850191)
1. Junkie Beat – 4:04 (Fabrizio Barbacci, Paolo Bruni, Enrico Salvi, Cesare Petricich, Lorenzo Cilembrini)
2. Fuori controllo – 3:31 (Fabrizio Barbacci, Paolo Bruni, Enrico Salvi, Cesare Petricich, Lorenzo Cilembrini)
3. Brucerò per te – 4:09 (Fabrizio Barbacci, Paolo Bruni, Enrico Salvi, Cesare Petricich, Lorenzo Cilembrini)
4. Immobili – 3:56 (Fabrizio Barbacci, Paolo Bruni, Enrico Salvi, Cesare Petricich)
5. Per le vie del borgo – 3:22 (Fabrizio Barbacci, Paolo Bruni, Enrico Salvi, Cesare Petricich)
6. Il giorno delle verità – 4:07 (Fabrizio Barbacci, Paolo Bruni, Enrico Salvi, Cesare Petricich)
7. Dannato vivere – 3:29 (Fabrizio Barbacci, Paolo Bruni, Enrico Salvi, Cesare Petricich)
8. La vita incandescente – 3:51 (Fabrizio Barbacci, Paolo Bruni, Enrico Salvi, Cesare Petricich)
9. Un giorno di ordinaria magia – 4:41 (Fabrizio Barbacci, Paolo Bruni, Enrico Salvi, Cesare Petricich, Lorenzo Cilembrini)
10. Bonjour – 2:55 (Fabrizio Barbacci, Paolo Bruni, Enrico Salvi, Cesare Petricich)
11. La musica leggera è potentissima – 3:40 (Fabrizio Barbacci, Paolo Bruni, Enrico Salvi, Cesare Petricich)
12. Panico – 3:05 (Fabrizio Barbacci, Paolo Bruni, Enrico Salvi, Cesare Petricich)
13. Splendido – 4:06 (Fabrizio Barbacci, Paolo Bruni, Enrico Salvi, Cesare Petricich)

## Formazione
Gruppo
- Paolo Bruni – voce, cori, basso (tracce 1, 2, 7 e 10), sintetizzatore (traccia 1), chitarra (tracce 2, 9), pianoforte (traccia 3)
- Enrico Salvi – chitarra, organo Hammond (tracce 3 e 9), cori, voce (tracce 6 e 13), sintetizzatore (tracce 3, 4 e 8)
- Cesare Petricich – chitarra, cori, pianoforte (traccia 1), tastiera (tracce 7 e 10)
- Franco Li Causi – basso (tracce 3-5, 8, 11-13)
- Cristiano Dalla Pellegrina – batteria, percussioni

Altri musicisti
- Ermal Meta – tastiera (tracce 3, 6)
- John Type – sintetizzatore (tracce 1, 4, 7, 8, 10 e 12), scratch (tracce 1, 2, 4, 5, 7 e 10), tastiera (tracce 4 e 10)
- Cesare Chiodo – basso (traccia 6)
- Cico MC – cori (traccia 9)
- François Girbaud – cori (traccia 10)

## Classifiche
| Classifica (2011) | Posizione massima |
| ----------------- | ----------------- |
| Italia            | 2                 |